# يوهان جورج رامساور
يوهان جورج رامساور (بالألمانية: Johann Georg Ramsauer)‏ (ولد في 7 مارس 1795 في هالشتات - مات في 14 ديسمبر 1874 في لينز) كان عامل مناجم نمساوي ومدير الحفريات في مقبرة هالشتات من 1846-1863. أمضى حياته يعمل في خدمة المناجم الحكومية، وانتقل من ممتهن إلى عامل مناجم. خلال هذا الوقت ، عاش في رودولفستورم، وهي قلعة من القرون الوسطى، حيث قام بتربية 24 طفلاً. احتفظ بملاحظات ميدانية شاملة، بما في ذلك رسومات مائية رائعة لمزينات القبور والمصنوعات اليدوية ، والتي لم تنشر أبدًا ولكنها بالأحرى أصبحت مخطوطات بروتوكولية.

## فهرس
- Hodson, F.R. (1990). Hallstatt: The Ramsauer Graves. ISBN:3-7749-2460-0.  Hodson, F.R. (1990). Hallstatt: The Ramsauer Graves. ISBN:3-7749-2460-0.  Hodson, F.R. (1990). Hallstatt: The Ramsauer Graves. ISBN:3-7749-2460-0.